# میفر، شهرستان فرسنو، کالیفرنیا
میفر (به انگلیسی: Mayfair) یک منطقهٔ مسکونی در ایالات متحده آمریکا است که در شهرستان فرسنو، کالیفرنیا واقع شده‌است. میفر ۱٫۳۴۱ کیلومتر مربع مساحت و ۴٬۵۸۹ نفر جمعیت دارد و ۹۶٫۰۱ متر بالاتر از سطح دریا واقع شده‌است.